# カール・アダムス (数学者)
カール・アダムス（英: Carl Adams、1811年1月15日 - 1849年11月14日
）は、スイスの数学者。総合幾何学を専攻した。

## 経歴
アダムスは最初トローゲンで教師として働いた。1836年、ヴィンタートゥールの職業学校で数学・物理学として働いた後Industrieschuleに転勤した。彼はモノグラフによってグラマースクールなどで近世の幾何学に大きな貢献を果たした。

## 出版物
- Carl Adams (1843) (ドイツ語). Die Lehre von den Transversalen in ihrer Anwendung auf die Planimetrie
- Carl Adams (1845) (ドイツ語). Die harmonischen Verhältnisse
- Die merkwürdigen Eigenschaften des geradlinigen Dreiecks, 1846
- Das Malfattische Problem、1846, 1848年 （マルファッティの円について）
- Geometrische Aufgaben mit besonderer Rücksicht auf geometrische ConstruCtion, 1847 et 1849

## 伝記
- Moritz Cantor (1875). "Adams, Carl". Allgemeine Deutsche Biographie (ドイツ語). Vol. 1. Leipzig: Duncker & Humblot. pp. 47–48.
- Wilhelm Lorey（ドイツ語版）: Adams, Carl. In: Neue Deutsche Biographie (NDB). Band 1, Duncker & Humblot, Berlin 1953, ISBN 3-428-00182-6, S. 56 (電子テキスト版).